# ورونیکا جنت
ورونیکا جنت (انگلیسی: Veronika Jenet) تدوین‌گر اهل استرالیا است.

## بخشی از فیلمشناسی
- فرشته‌ای سر میز من (۱۹۹۰)
- پیانو (۱۹۹۳)
- تصویر یک بانو (۱۹۹۶)
- دود مقدس! (۱۹۹۹)
- قهرمان رمان عاشقانه (۱۹۹۹)
- حصار ضدخرگوش (۲۰۰۲)
- شهر انتظار (۲۰۰۹)
- لوره (۲۰۱۲)
- استرانگرلند (۲۰۱۵)